# Elaphoidella reducta
Elaphoidella reducta is een eenoogkreeftjessoort uit de familie van de Canthocamptidae. De wetenschappelijke naam van de soort is voor het eerst geldig gepubliceerd in 1964 door Rouch.